# Borzoi
Borzoi (tiếng Nga: Ру́сская псовая борзая, có nghĩa là nhanh nhẹn) là một giống chó săn ở Nga chuyên dùng để săn sói, tương tự như giống chó Greyhound, chúng thuộc giống chó săn rượt đuổi, thuộc dòng dõi chó quý tộc. Đây là giống chó săn lâu đời của nước Nga, có tầm vóc trung bình, trông trang nghiêm, thích chạy thi, dịu dàng và trầm tĩnh nhưng lại đầy năng lực. Các ưu điểm chính của giống chó này là săn bắt (nó có thể săn được sói), nuôi làm cảnh và để giữ nhà. Ở Việt Nam, Borzoi thường được gọi là chó ngao xù vì có bộ lông xù dài.

## Lịch sử
Borzoi được mang đến nước Nga lần đầu tiên từ vùng Ả rập vào những năm 1600. Chúng có dáng hình thanh nhã được đánh giá rất cao bởi tính trung thành, do được lai tạo ra từ loại chó chăn cừu lông dài và sử dụng như những chiến binh săn đuổi chó sói. Chúng từng được ưa chuộng bởi các nhà quý tộc Nga thời Sa Hoàng. Giới quý tộc Nga đã lai tạo và dùng giống chó này cho những cuộc đi săn. Giống chó quý tộc này đã lan khắp châu Âu. Nữ hoàng Anh Victoria cũng đã từng nuôi loại chó này, và đã tạo một tấm gương cho các nhà quý tộc của Vương quốc. Giống chó này dần trở thành một món quà trong giới quý tộc.

## Đặc điểm

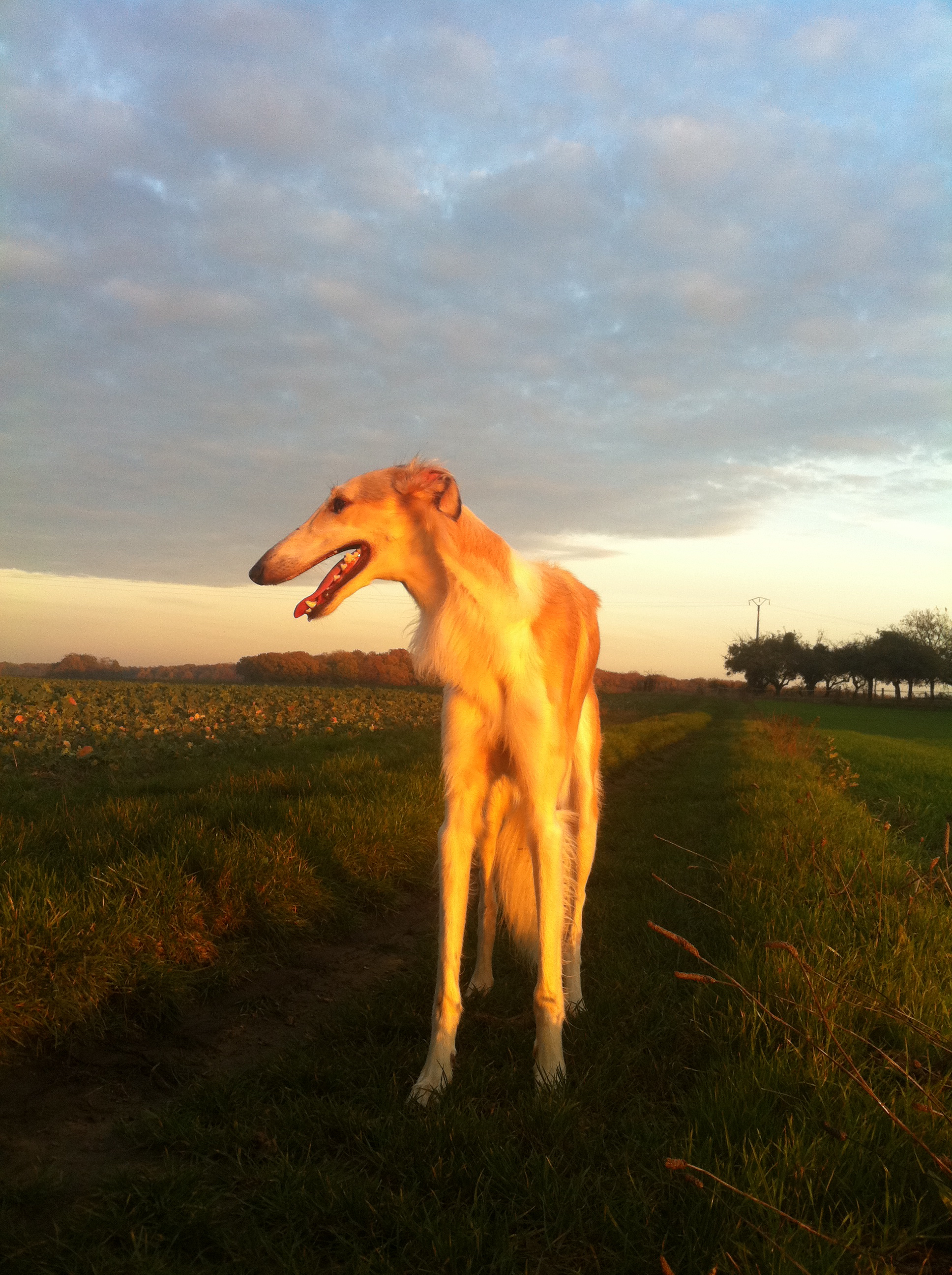
Cấu tạo của một con Borzoi

Giống chó này chắc khoẻ, dễ điều khiển, thân thiện với gia đình, trẻ em nhưng ghét người lạ, có thể huấn luyện chó làm chó cảnh khá dễ dàng.

### Cấu tạo
Đây là giống chó tầm trung bình, chúng có chiều cao hơn 70 cm và đôi chân dài đã làm cho nó cao hơn, thân hình chúng có hình vòm với đôi vai thoải, đuôi cong buông thõng. Đầu dài thô, mõm dài nhọn, tai cụp, cổ dài, ngực nở sâu, lưng thẳng có độ nghiêng về cuối thân, chân trước cao thẳng đúng, chân sau choãi về phía sau, khoeo có hình khoeo mèo. Chúng có đôi hàm dài, nhọn và chắc rắn và khá khỏe. Cổ dài và khỏe là một trong những đặc điểm nhận dạng của giống chó này. Chúng còn có mũi có màu đen, mắt thường là sẫm màu và có hình thuôn. Đôi tai thông thường nằm ép sát vào cổ, nhưng khi bị kích động thì sẽ dựng đứng lên. Phần lưng hơi cong tạo dáng dấp khá yêu kiều. Ngực hơi hẹp, nhưng khá sâu. 
- Về chiều cao: chó đực ít nhất 28 inches (71 cm), chó cái: 26 inches (66 cm)
- Về cân nặng: chó đực: 75-105 pounds (34–48 kg), chó cái: 60-90 pounds (27–41 kg)

Bộ lông mượt mà, dài có thể hơi quăn và tập trung khá dày quanh cổ. Chó Borzoy có các màu trắng, vàng, nâu hoặc xám xen trắng. Bộ lông xù dài của chúng có nhiều màu khác nhau, có thể là màu trắng xen lẫn các mảng nâu xẫm và vàng, có khi toàn thân màu trắng nhưng mặt có màu vàng nâu. Chó đực có thể giao phối lúc 24-26 tháng tuổi,chó cái có thể sinh sản ở lứa tuổi 18-20 tháng, chó cái đẻ mỗi lứa 4-7 con.

### Tập tính
Giống chó có khả năng chạy với tốc độ rất cao. Borzoi rất trung thành với chủ nhân. là giống chó đặc biệt thông minh và dịu dàng. Chúng hành động rất nhanh nhẹn và có bản năng khá rõ về lãnh thổ, tuy vậy chúng cũng có quan hệ tốt với các cá thể chó khác, dù vậy đối với các súc vật nhỏ như mèo, thỏ thì chúng có thể rượt theo và cắn các súc vật nhỏ này. Chúng rất kiêu hãnh và đặc biệt trung thành với gia chủ. Luôn tỏ ra quyến luyến với những người mà chúng đã quen, chúng khá kín đáo, chúng rất ít sủa và chỉ sủa khi thật cần thiết.
Borzoi là một giống chó năng động, tiêu thụ năng lượng tương đối lớn, và vì thế nên có đủ thức ăn cho chúng, nhưng chúng không thích ăn nhiều trong khẩu phần của nó. Trong chế độ ăn uống hàng ngày, con chó lớn cần một lượng thịt 500-600 gram, và từ 350-400 gram của con chó nhỏ cần thịt. Trong quá trình trưởng thành, Borzoi cần có chế độ ăn uống dinh dưỡng cao. Chúng có thể khá kén chọn đồ ăn. Tốt nhất nên cho Borzoi ăn nhiều bữa nhỏ, 2 đến 3 lần trong một ngày. Tránh bắt chúng vận động mạnh sau bữa ăn.
Chúng có thể sống trong căn hộ nếu đủ chỗ chạy nhảy. Tương đối thụ động trong nhà, khi ở ngoài trời chúng rất cần có điều kiện để chơi đùa chạy nhảy. Rất thích hợp với trò chạy theo xe đạp. Bộ lông mượt dễ chăm sóc. Cần chải hàng ngày bằng bàn chải chuyên dụng. Có thể dùng sampoo khô khi cần thiết. Cần cắt lông giữa các ngón chân để chúng có thể vận động thoải mái. Chúng thuộc loại chó có mức rụng lông nhiều theo mùa.